# Willem Kelder (1895-1985)
Willem Nicolaas Kelder (Andijk, 25 maart 1895 – Groningen, 13 april 1985) was een Nederlands verzetsman en politicus.
Hij was adjunct-commies bij de gemeente Sneek voor hij in december 1921 benoemd werd tot eerste ambtenaar ter secretarie bij de gemeente Texel. Tijdens de Tweede Wereldoorlog was hij betrokken bij het verzet op het eiland. In april 1945 vermoordden Georgiërs honderden Duitse militairen op Texel (zie Opstand van de Georgiërs) waarna vanaf Den Helder nieuwe Duitse militairen naar het eiland gingen en de opstand neersloegen. Kelder was op Texel commandant van de Binnenlandse Strijdkrachten die de Georgiërs steunden. Rond april/mei 1945 fungeerde hij als waarnemend burgemeester van Texel. Na de capitulatie duurde het nog ongeveer twee weken voordat Duitse militairen op het eiland hun wapens inleverden. Voor zijn voorname rol in de opstand van de Georgiërs op Texel kreeg Kelder in 1953 de dapperheidsonderscheiding de Bronzen Leeuw.
In 1946 volgde zijn benoeming tot burgemeester van de gemeenten Katwoude en Monnickendam. Daarnaast was hij in 1952 nog enige tijd waarnemend burgemeester van Marken. Met ingang van 1 januari 1958 werd hem op eigen verzoek ontslag verleend als burgemeester van beide gemeenten.
Hij overleed in 1985 op 90-jarige leeftijd.